# Mucubají
Mucubají (špa. Laguna de Mucubají) je ledenjačko jezero u Nacionalnom parku Sierra Nevada, u državi Mérida u Venezueli. Nadmorska visina jezera je 3625–3655 metara. Kotlić Mucubají jedan je od najvećih kotlića[en: kettle lake, bolji prijevod] u dolini i jedna je od glavnih turističkih atrakcija u tom području koje je poznato po svom krajoliku. Godine 2007. Ramsarski popis močvara od međunarodnog značaja prepoznao je važnost jezera Mucubají u regiji.

## Podrijetlo
Ledenjačko podrijetlo Lagune Mucubajíja očito je zbog vidljivog otiska koji je ostavila klisura Mucubají prije nekoliko desetaka tisuća godina. Ova je jaruga nastala djelovanjem ledenjaka koji se povlačio, koji je također bio zapečaćen nakupinom nekonsolidiranih glacijalnih krhotina ( morene ) koje je stvorilo jezero. Ova je morena promijenila tok klanca od Rio Chame do Rio Orinoca i do Atlantskog oceana .

## Fauna i vegetacija
Kuhalo se nalazi u páramo ekosustavu karakterističnom za visoke planine sjevernih Anda. Vegetacijom dominira espeletia i nekoliko trava, mahovina i bilja. Leprir Redonda chiquinquirana je do sada pronađen samo na tri lokaliteta oko Mucubajíja.
Egzotične vrste biljaka i riba unesene su u ukrasne i rekreacijske svrhe. Oko kotlića i nekoliko staza za šetnju posađeni su borovi. Pastrve su donesene iz Europe i Sjeverne Amerike 1937. godine, a sezona ribolova traje od 16. listopada do 30. rujna.

## Turizam i pristupne rute
Smješten šezdeset km od grada Mérida, Laguna Mucubají ima pristupni put automobilom koji posjetitelje vodi izravno do kuhala za vodu, gdje mogu parkirati u blizini. U općem području postoji nekoliko malih tvrtki koje nude usluge vodiča, turističke vodiče i karte. Postoji nekoliko opcija za istraživanje područja i posjet drugim slikovitim kotlićima kao što je Laguna Negra, koja je udaljena oko sat i pol hoda ili 40 minuta jahanja od Lagune Mucubají. Turisti idu na ovo putovanje kako bi vidjeli krajolike u ovoj ledenjačkoj dolini .
Za kampiranje je potrebno posebno dopuštenje kako bi se pristupilo višim područjima s drugim jezerima kao što je Laguna Los Patos. Potrebna je i dodatna oprema i obuka. Dozvolu je lako dobiti slijedeći potreban postupak u uredu šumara koji se nalazi na tom području.

## Vanjske poveznice
- "Laguna de Mucubají, remanso de paz; en Caminos de Venezuela." http://caminosdevenezuela.com/contenidos/destinos/mucubaji/index.html  Arhivirana inačica izvorne stranice od 26. travnja 2012. (Wayback Machine)
- "Laguna de Mucubají y Santo Domingo" http://www.venezuelatuya.com/andes/mucubaji.htm
- "Las lagunas del páramo de Mucubají" http://www.mucubaji.com/1Lagunas.html  Arhivirana inačica izvorne stranice od 26. listopada 2007. (Wayback Machine)